# 髙橋塁
髙橋 塁（たかはし るい、2000年1月14日 - ）は、日本の男子バレーボール選手である。

## 来歴
京都府京都市出身。8歳の頃、栗原恵のプレーを見た影響でバレーボールを始め、小学生チームに入る。2歳下の弟で、後に東京オリンピックに出場する髙橋藍も自身の影響を受け小学2年生の頃に同じチームに入った。
中学では、3年のときに藍が入部し、藍は高身長ではなかったためリベロを務め、自身はエースを務め、全国大会に出場した。
中学卒業後、東山高等学校に進学。高校のときは、同じ京都に、藍と同じく後に東京オリンピックのメンバーとなる大塚達宣が所属する洛南高等学校がいて、そこに勝つことができず、全国大会出場がかなわなかった。高校3年生のときも藍が入部し、そのときは兄弟でエースの対角を組んだ。そのときに、藍は自分以上に凄い選手になると悟ったという。
高校卒業後は日本大学に進学。1年時からレギュラーとなった。藍は2年後に日本体育大学に進学したため、兄弟でのプレーはなかったが、兄弟対決が実現した。3年のときは、全日本インカレでチームの45年振りの3位に貢献した。4年では主将に就任。しかし、夏場の練習で腰を痛め、最初は全く動けないくらいの痛さで、練習もできない状態が続き、最後のインカレには出場できなかった。大会に治療を間に合わせて欲しいと頼んだ整体師に、後のことを考えて焦らずしっかり治療するべきだと、出場しない方向で説得されていた。インカレで裏方に回ったことで、試合に出られない選手たちの支えの大きさに気づかされたという。
腰痛で試合に出られない状況であったが、2021-22シーズンにサントリーサンバーズに内定し、大学卒業後、2022年に入団した。
2023-24シーズン、V1男子の試合に出場し、Vリーグデビューを果たした。

## 人物
- 自身の母親が日本人とアメリカ人のハーフと語っている[5]。このため本人及び弟の藍も日米のクウォーターであること及び英国やドイツの血も入っていることを明かしている[6]。
- 自身の名前の由来は、父親が野球好きであったためベースランニングを意味する「走塁」から採って命名された[7]。ちなみに弟の藍は「ホームラン」から採られたものという[7]。

## 所属チーム
- 東山高等学校（2015-2018年）
- 日本大学（2018-2022年）
- サントリーサンバーズ/サントリーサンバーズ大阪（2022年-）